# Байкониський сільський округ (Теренкольський район)
Байкони́ський сільський округ (каз. Байқоныс ауылдық округі, рос. Байконысский сельский округ) — адміністративна одиниця у складі Теренкольського району Павлодарської області Казахстану. Адміністративний центр — село Байконис.
Населення — 1352 особи (2021; 1435 у 2009, 221526 у 1999, 2746 у 1989).
Станом на 1989 рік існувала Байкониська сільська рада (села Байконис, Кизил-Тан, Тлеубай).

## Склад
До складу округу входять такі населені пункти:
| Населений пункт | Старі назви | Населення, осіб (1989) | Населення, осіб (1999) | Населення, осіб (2009) | Населення, осіб (2021) |
| --------------- | ----------- | ---------------------- | ---------------------- | ---------------------- | ---------------------- |
| Байконис, село  | -           | 1703                   | 1397                   | 919                    | 896                    |
| Кизилтан, село  | Кизил-Тан   | 696                    | 574                    | 252                    | 369                    |
| Тлеубай, село   | -           | 347                    | 245                    | 264                    | 87                     |